# Avroult
Avroult és un municipi francès situat al departament del Pas de Calais i a la regió dels Alts de França. L'any 2007 tenia 531 habitants.

## Demografia

### Població
El 2007 la població de fet d'Avroult era de 531 persones. Hi havia 186 famílies de les quals 32 eren unipersonals (16 homes vivint sols i 16 dones vivint soles), 55 parelles sense fills, 91 parelles amb fills i 8 famílies monoparentals amb fills.
La població ha evolucionat segons el següent gràfic:
Habitants censats

### Habitatges
El 2007 hi havia 194 habitatges, 184 eren l'habitatge principal de la família, 2 eren segones residències i 8 estaven desocupats. Tots els 194 habitatges eren cases. Dels 184 habitatges principals, 164 estaven ocupats pels seus propietaris, 17 estaven llogats i ocupats pels llogaters i 3 estaven cedits a títol gratuït; 8 tenien dues cambres, 14 en tenien tres, 46 en tenien quatre i 116 en tenien cinc o més. 142 habitatges disposaven pel capbaix d'una plaça de pàrquing. A 74 habitatges hi havia un automòbil i a 97 n'hi havia dos o més.

### Piràmide de població
La piràmide de població per edats i sexe el 2009 era:
| Homes | Edats   | Dones |
| ----- | ------- | ----- |
| 0     | 95 o +  | 0     |
| 4     | 90 a 94 | 0     |
| 0     | 85 a 89 | 4     |
| 0     | 80 a 84 | 0     |
| 0     | 75 a 79 | 0     |
| 16    | 70 a 74 | 12    |
| 4     | 65 a 69 | 12    |
| 12    | 60 a 64 | 4     |
| 8     | 55 a 59 | 16    |
| 13    | 50 a 54 | 16    |
| 28    | 45 a 49 | 20    |
| 28    | 40 a 44 | 16    |
| 17    | 35 a 39 | 28    |
| 8     | 30 a 34 | 8     |
| 8     | 25 a 29 | 12    |
| 24    | 20 a 24 | 24    |
| 36    | 15 a 19 | 12    |
| 32    | 10 a 14 | 24    |
| 20    | 5 a 9   | 4     |
| 8     | 0 a 4   | 4     |

## Economia
El 2007 la població en edat de treballar era de 350 persones, 241 eren actives i 109 eren inactives. De les 241 persones actives 224 estaven ocupades (139 homes i 85 dones) i 17 estaven aturades (5 homes i 12 dones). De les 109 persones inactives 23 estaven jubilades, 41 estaven estudiant i 45 estaven classificades com a «altres inactius».

### Ingressos
El 2009 a Avroult hi havia 190 unitats fiscals que integraven 558 persones, la mediana anual d'ingressos fiscals per persona era de 16.556 €.

### Activitats econòmiques
Dels 12 establiments que hi havia el 2007, 2 eren d'empreses de fabricació d'altres productes industrials, 6 d'empreses de construcció, 1 d'una empresa de comerç i reparació d'automòbils, 1 d'una empresa de transport, 1 d'una empresa d'hostatgeria i restauració i 1 d'una empresa classificada com a «altres activitats de serveis».
Dels 7 establiments de servei als particulars que hi havia el 2009, 1 era un taller de reparació d'automòbils i de material agrícola, 2 paletes, 1 fusteria, 1 electricista, 1 empresa de construcció i 1 perruqueria.
L'any 2000 a Avroult hi havia 13 explotacions agrícoles que ocupaven un total de 531 hectàrees.

## Equipaments sanitaris i escolars
El 2009 hi havia una escola elemental.

## Poblacions més properes
El següent diagrama mostra les poblacions més properes.